# عشق همه‌چیز را عوض می‌کند (آلبوم سارا برایتمن)
عشق همه‌چیز را عوض می‌کند که با عنوان عشق همه‌چیز را عوض می‌کند، مجموعه‌آهنگ‌های اندرو لوید وبر، جلد ۲ (۲۰۰۵)، انتشار یافته‌است، یک آلبوم از خواننده سوپرانوی انگلیسی، سارا برایتمن می‌باشد. این آلبوم، شامل آهنگ‌هایی از برنامه‌های مختلف است که موسیقی تمامی آنها، توسط اندرو لوید وبر نوشته شده‌است. این آلبوم شامل ۸ آهنگ قبلاً ضبط شده بود، که همراه با ۶ آهنگ جدید منتشر گردیدند. عنوان آلبوم، از یکی از آهنگ‌های عاشقانهٔ زیبای موجود در آن گرفته شده‌است.
توجه: عنوان «احتمالاً در یک پنجشنبه»، که برای نخستین آهنگ این آلبوم، بر جلد بسته‌بندی آن درج شده، عنوان اشتباهی می‌باشد. عنوان صحیح ترانه در واقع «احتمالاً در پنجشنبه» است، که در اصل توسط راس هانامان در سال ۱۹۶۷ ضبط شده‌است.